# 이사크 오세하
이사크 오세하 오세하(스페인어: Isaac Oceja Oceja; 1915년 5월 29일, 칸타브리아주 에스칼랑테 ~ 2000년 9월 27일, 바스크 주 바라칼도)는 스페인의 전 축구 선수이자 감독이다. 그는 아틀레틱 빌바오에서 15년 동안 활약한 것으로 잘 알려져 있다.

## 클럽
오세하는 칸타브리아 주 출신이지만, 유년 시절을 비스카이아 도에서 보냈고, 그가 처음 활동했던 아마추어 구단들로는 고향의 쿨투랄 두랑고, 레모나, 그리고 바스코니아였다. 본래 오른발잡이이나, 그는 왼발도 능숙히 활용할 줄 알았고, 아틀레틱 빌바오에서 프로 선수로 전향하면서 좌측 수비를 맡게 되었다. 그의 첫 라 리가 경기는 1935년 1월 6일에 치른 레알 마드리드와의 경기로, 여기서 아틀레틱이 4-1로 이겼다. 스페인 내전으로 정규 축구 활동이 중단되었을 때, 오세하는 잠시 바라칼도에서 활동했다. 종전 후 빌바오에 복귀한 오세하는 몇몇의 젊은 선수들로 재건하는 구단의 주축 선수를 맡아야 했기 때문에, 구단은 훨씬 나은 봉급 조건을 내세운 바르셀로나로의 이적을 불허했다.
그는 경기에서의 우아함과 신사적인 경기 방식으로 알려졌다. 아틀레틱 선수로 활약하면서, 그는 총 239번의 공식 경기(리그 186 경기)에 출전해 1935-36 시즌에 리그를 우승했고, 1943년과 1944년에 2번 연달아 코파 델 헤네랄리시모를 우승했는데, 후자의 대회에서는 주장을 맡아 선수단을 이끌었다. 그는 소속 구단이 우승한 1942-43 시즌 리그 경기에 관여하지 못했는데, 그는 1942년 3월에 스페인과 프랑스와의 경기에서 출전해 내측 반월이 파열되는 중상을 당해 재활중이었기 때문이었고, 비록 1943년 컵대회 결승전에 참가해 우승을 거들었지만, 하퇴 골절 부상으로 1945년 컵대회 결승전에 결장할 수밖에 없었다. 잦은 부상 문제로, 아틀레틱은 그와 '출전한 만큼 급여 지급' 계약을 체결했고, 오세하는 상황에 대한 불만으로 1947년에 발렌시아와의 리그 경기(그는 이 시즌에 이 경기를 제외한 모든 경기에 출전했다)에 출전을 거부한 것을 인정했다. 그의 부재로 동지들이 이 경기에서 승리를 거두어 그 시즌에 아틀레틱과 승점이 동률을 이루었지만 상대 전적에서 앞서 리그 우승을 거두었다.

## 국가대표팀 경력
그는 네 차례 스페인 국가대표팀 경기에 차출되었다. 그는 1941년 1월 12일, 그의 '안방'인 산 마메스에서 2-2로 비긴 포르투갈과의 친선경기에서 첫 국제 경기를 치렀고, 그의 아틀레틱 빌바오의 동료 수비수 후안 호세 미에사도 이 경기에서 국가대표팀 신고식을 치렀다.

## 감독 경력
오세하는 1949년에 사라고사에서 잠깐 활약한 후 축구화를 벗었다. 이후, 그는 아라곤 연고 구단의 감독직 제의를 수락했는데, 당시 테르세라 디비시온에서 허덕이던 구단의 승격을 이룩했다. 그의 토레로에서의 감독 생활은 오래가지 못했는데, 승격을 이룩했고, 감독으로서의 자질을 보였지만, 하부 리그의 두랑고 감독을 1950년대와 1960년대에 맡은 것이 그의 감독 경력 전부였다.

## 수상
아틀레틱 빌바오
- 라 리가: 1935–36
- 코파 델 헤네랄리시모: 1943, 1944
- 코파 바스카: 1934–35
- 비스카이아 선수권 대회: 1939–40